# Smittia brachyptera
Smittia brachyptera är en tvåvingeart som först beskrevs av Maurice Emile Marie Goetghebuer 1934.  Smittia brachyptera ingår i släktet Smittia och familjen fjädermyggor.
Artens utbredningsområde är Belgien. Inga underarter finns listade i Catalogue of Life.